# Eliano, o Estrategista
Eliano, cognominado de Eliano, o Estrategista (em latim: Aelianus Tacticus; em grego clássico: Αἰλιανός ὁ Τακτικός) foi um escritor militar grego que floresceu no século II, residente em Roma.

## Biografia
O tratado militar de Eliano em cinquenta e três capítulos sobre a tática dos gregos, intitulado "Sobre as Táticas de Batalhas dos Gregos" (Περί Στρατηγικών Τάξεων Ελληνικών), é dedicado ao imperador Adriano, embora isto seja provavelmente um erro de Trajano, bem como o ano 106 atribuído a ele. É um manual que relata as técnicas de instrução e táticas militares dos diferentes soldados gregos, ou seja, macedônios, tal como praticadas pelos sucessores helênicos de Alexandre, o Grande. O autor afirma ter consultado todas as melhores fontes sobre o assunto, a mais importante das quais era um tratado sob o tema, hoje perdido, escrito por Políbio. Talvez o principal valor do trabalho de Eliano resida na sua avaliação crítica de trabalhos anteriores sobre a arte da guerra, e na abundância de seus detalhes técnicos em matéria de treinamento militar.
Ele também faz um breve relato sobre a constituição de um exército romano na época. O trabalho surgiu, segundo ele, a partir de uma conversa que teve com o imperador Nerva na casa de Frontino, em Fórmias. Ele promete também um trabalho sobre táticas navais; mas isto, caso tenha sido escrito, está perdido.
Os críticos do século XVIII - Guichard Folard e o príncipe de Ligne - foram unânimes em considerar Eliano muito inferior a Arriano, porém, Eliano exerceu grande influência tanto sobre seus sucessores imediatos, os bizantinos, quanto mais tarde, sobre os árabes, (que traduziram o texto para uso próprio). O imperador Leão VI, o Sábio incorporou muito do texto de Eliano no seu próprio trabalho sobre a arte militar (Τέχνη Τακτική). A versão árabe de Eliano foi feita por volta de 1350. Foi primeiramente traduzido para o latim por Teodoro Gaza, publicado em Roma em 1487. A primeira edição impressa em grego da obra foi editada por Francesco Robortello e publicada em Veneza em 1552.
Apesar de seu caráter acadêmico, os detalhes copiosos encontrados no tratado tornaram-no de grande valor para os organizadores de exércitos do século XVI, que estavam engajados em criar um sistema de forças militares regulares fora dos sistemas semi-feudais das gerações anteriores. A falange macedônia de Eliano tinha muitos pontos de semelhança com as massas sólidas dos piqueiros e com os esquadrões de cavalaria dos sistemas espanhol e neerlandês, e as traduções feitas no século XVI formaram a base de numerosos livros sobre treinamentos e táticas militares.
Além disso, seus trabalhos, juntamente com os de Xenofonte, Políbio, Onasandro, Enéas, o Tático e Arriano, foram minuciosamente estudados por todos os soldados dos séculos XVI e XVII, que desejavam tornar-se mestres de sua profissão. Tem sido sugerido que Eliano foi o verdadeiro autor da maior parte da Tactica de Arriano, e que a Taktike Theoria é uma revisão posterior desse original, mas a teoria não é geralmente aceita.
A primeira referência significativa da influência de Eliano no século XVI é uma carta destinada a Maurício de Nassau, príncipe de Orange escrita por seu primo William Louis, Conde de Nassau-Dillenburg em 8 de dezembro de 1594. Na carta, William Louis discute o uso de fileiras por soldados da Roma imperial como discutido na Tática de Eliano. Eliano discutiu o uso do contador de marcha no contexto da espada romana gládio e da lança pilo. William Louis percebeu que a mesma técnica poderia funcionar para os homens com armas de fogo.